# Danielle Small
Pour les articles homonymes, voir Small.
Danielle Small, née le 7 février 1979 à Sydney, est une joueuse australienne de football évoluant au poste d'attaquant.

## Biographie
Danielle Small est sélectionnée en équipe d'Australie de football féminin dans les années 2000. Elle dispute les Coupes du monde 2003 et 2007. Privée des Jeux olympiques de 2000 en raison d'une blessure, elle participe aux Jeux olympiques d'Athènes de 2004 où l'Australie est quart-de-finaliste.